# Чемпионат Европы по спортивному ориентированию на лыжах
Чемпионат Европы по спортивному ориентированию на лыжах (англ. European Ski Orienteering Championships) — официальные соревнования, проводимые международной федерацией спортивного ориентирования с целью выявления сильнейших лыжников-ориентировщиков Европы.

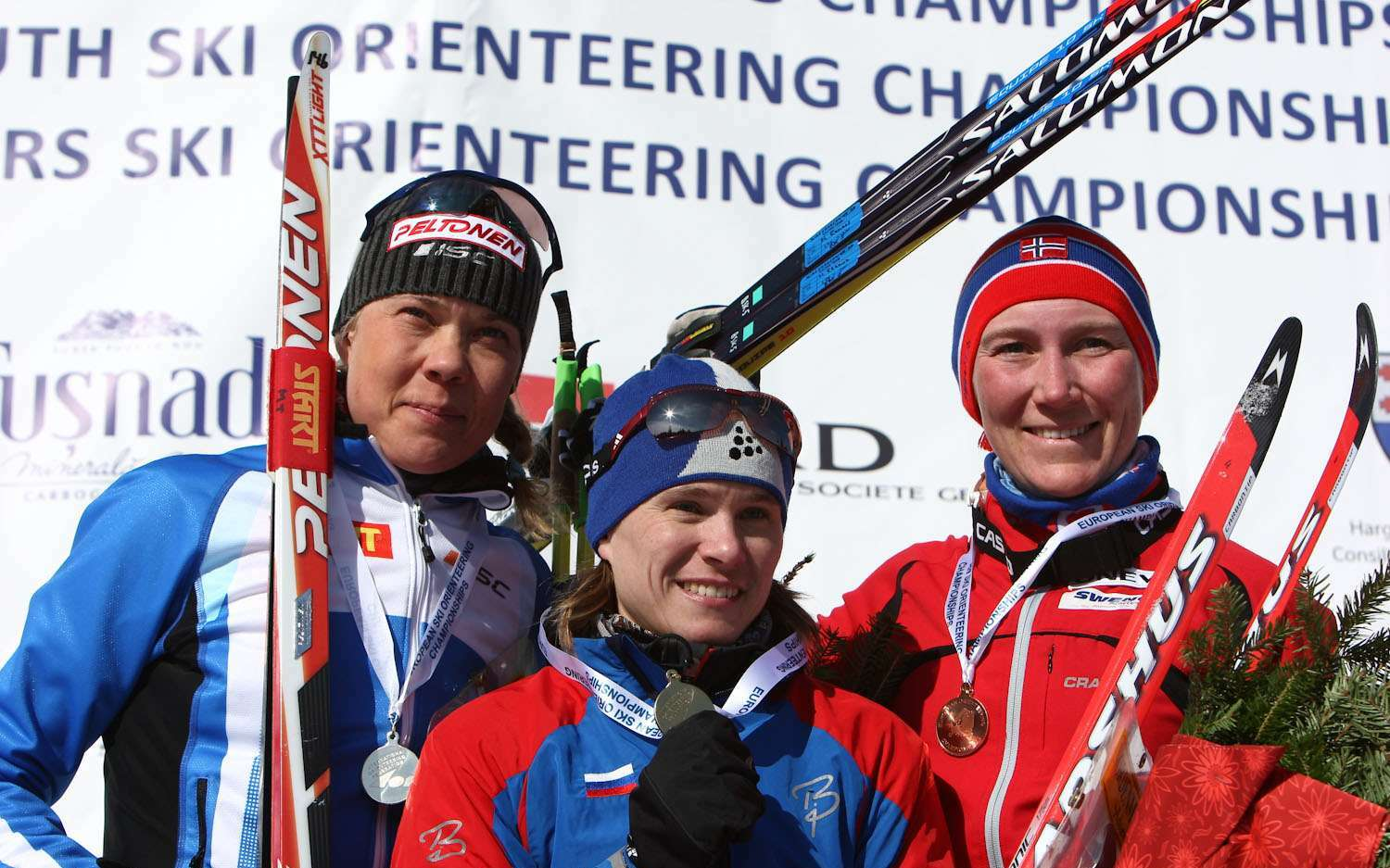
Церемония награждения на чемпионате Европы 2010 (средняя дистанция): слева на право: Лийса Анттила, Татьяна Власова и Марте Реенаас

## Места проведения и программа
| Год  | Дата                  | Место проведения | Примечание     |
| ---- | --------------------- | ---------------- | -------------- |
| 2001 | 12-18 марта           | Вологда          | не ясен статус |
| 2003 |                       | Seiser Alm       | не ясен статус |
| 2006 | 20-27 февраля         | Иваново          | [ 5 ]          |
| 2008 | 14-20 февраля         | Шчанф            | [ 6 ]          |
| 2010 | 8-15 февраля          | Меркуря-Чук      | [ 7 ]          |
| 2011 | 31 января — 6 февраля | Лиллехаммер      | [ 8 ]          |
| 2012 | 20—26 февраля         | Сумы             | [ 9 ]          |
| 2013 | 11—18 февраля         | Мадона           | [ 10 ]         |
| 2014 | 5—15 марта            | Тюмень           | [ 11 ]         |
| 2015 | 19-25 января          | Ленцерхайде      |                |
| 2016 | 19-25 января          | Хохфильцен       |                |
| 2017 | 6-12 февраля          | Иматра           |                |
| 2018 | 3-8 февраля           | Велинград        |                |
| 2019 | 6-11 февраля          | Сарыкамыш        |                |
| 2020 | 8-15 марта            | Ханты-Мансийск   |                |
| 2022 | 22-27 января          | Чепеларе         |                |

| Дисциплина         | Ж                  | M                  |
| ------------------ | ------------------ | ------------------ |
| Long distance      | 17 км (75-90 мин)  | 23 км (95-100 мин) |
| Middle distance    | 8 км (40-45 мин)   | 11 км (40-45 мин)  |
| Sprint             | 3 км (10-15 мин)   | 4 км (10-15 мин)   |
| Relay              | 3×6 км (30-35 мин) | 3×8 км (30-35 мин) |
| Mixed sprint relay |                    |                    |

В России чемпионаты Европы проводились в 2001 и 2006 годах. С 5 по 15 марта 2014 года в Тюмени планируется проведение Чемпионата Европы по спортивному ориентированию на лыжах 2014 года.
До 2010 года чемпионат проводился один раз в два года. Начиная с 2010 года, чемпионаты Европы по спортивному ориентированию на лыжах для спортсменов элиты проводятся ежегодно. Это достигнуто путём присвоения статуса «чемпионат Европы» чемпионату Северных стран (NOC), который проходит в год проведения чемпионата мира (также раз в два года). Таким образом, очерёдность ежегодного проведения ЧЕ по лыжному ориентированию теперь выглядит следующим образом: нечётные года — в одной из скандинавских стран в рамках проведения SKI-NOC, a в чётные года — в любой другой стране Европы.[уточнить]

Программа чемпионата включает три индивидуальные дисциплины — спринт, среднюю и длинную дистанцию, а также эстафету трёх участников. С 2012 года в программу чемпионата включена ещё и спринтерская смешанная эстафета (Mixed sprint relay) — эстафета двух участников; в каждой команде должна быть по крайней мере одна женщина.

## Длинная дистанция
Длинная дистанция проводится с общего старта[уточнить].

### Мужчины
| Год  | Золото             | Серебро               | Бронза             | Прим.                       |
| ---- | ------------------ | --------------------- | ------------------ | --------------------------- |
| 2001 | Юкка Ланки         | Андреас Эдвардсен     | Матти Кескинаркаус |                             |
| 2003 | Бертил Нордквист   | Эдуард Хренников      | Петер Арнессон     | 27 км, 23 кп; общий старт   |
| 2006 | Томас Лёфгрен      | Тобиас Ослунд         | Юхан Гранат        | 22.7 км, 35 кп; общий старт |
| 2008 | Эрик Рост          | Петер Арнессон        | Томас Лёфгрен      | 16.0 км, н.в. 540 м.        |
| 2010 | Стаффан Тунис      | Эдуард Хренников      | Teemu Köngäs       |                             |
| 2011 | Стаффан Тунис      | Олли-Маркус Тайвайнен | Андрей Груздев     |                             |
| 2012 | Стаффан Тунис      | Андрей Ламов          | Hans Jørgen Kvåle  | 19.4 км, 330 м, 19 кп       |
| 2013 | Петер Арнессон     | Hans Jorgen Kvale     | Стаффан Тунис      |                             |
| 2014 | Станимир Беломажев | Андрей Ламов          | Ларс-Хол Мохольдт  |                             |
| 2015 | Эрик Рост          | Кристиан Спёрри       | Андрей Ламов       |                             |
| 2016 | Ларс-Хол Мохольдт  | Эдуард Хренников      | Станимир Беломажев |                             |
| 2017 | Андрей Ламов       | Маркус Лундхольд      | Кирилл Веселов     |                             |
| 2018 | Эрик Рост          | Станимир Беломажев    | Эйвинд Ваттердаль  |                             |
| 2019 | Андрей Ламов       | Ларс-Хол Мохольдт     | Теро Линнаинмаа    |                             |
| 2020 | Андрей Ламов       | Сергей Горланов       | Владислав Киселёв  |                             |
| 2022 | Йорген Баклид      | Станимир Беломажев    | Андрей Ламов       |                             |

### Женщины
| Год  | Золото                 | Серебро                | Бронза              | Прим.                       |
| ---- | ---------------------- | ---------------------- | ------------------- | --------------------------- |
| 2001 | Татьяна Власова        | Стине Ермстад          | Ирина Онищенко      |                             |
| 2003 | Стине Гренхольм        | Татьяна Власова        | Наталья Томилова    | 14 км, 25 кп; общий старт   |
| 2006 | Стине Ермстад Хиркевик | Татьяна Власова        | Hannele Valkonen    | 15.9 км, 25 кп; общий старт |
| 2008 | Татьяна Власова        | Лийса Анттила          | Мерви Песу          | 12.0 км, н.в. 390 м.        |
| 2010 | Реенаас Марте          | Лийса Анттила          | Татьяна Власова     |                             |
| 2011 | Хелена Сёдерлунд       | Татьяна Власова        | Татьяна Козлова     |                             |
| 2012 | Полина Мальчикова      | Анастасия Кравченко    | Татьяна Козлова     | 13.9 км, 185 м, 16 кп       |
| 2013 | Татьяна Козлова        | Йозефина Энгстрём      | Туве Александерссон |                             |
| 2014 | Мерви Песу             | Татьяна Рвачёва        | Анастасия Кравченко |                             |
| 2015 | Татьяна Оборина        | Ханна Ханчикова        | Йозефина Энгстрём   |                             |
| 2016 | Мария Кечкина          | Алёна Трапезникова     | Туве Александерссон |                             |
| 2017 | Алёна Трапезникова     | Туве Александерссон    | Мария Кечкина       |                             |
| 2018 | Мария Кечкина          | Анна Магдалена Ольссен | Анастасия Кравченко |                             |
| 2019 | Туве Александерссон    | Мария Кечкина          | Салла Коскела       |                             |
| 2020 | Марина Вяткина         | Анна Магдалена Ольссен | Татьяна Оборина     |                             |
| 2022 | Мария Кечкина          | Олеся Рязанова         | Алёна Трапезникова  |                             |

## Средняя дистанция

### Мужчины
| Год  | Золото                          | Серебро               | Бронза             | Прим.                      |
| ---- | ------------------------------- | --------------------- | ------------------ | -------------------------- |
| 2001 | Матти Кексинаркаус              | Юкка Ланки            | Эйвинд Тонна       |                            |
| 2003 | Томми Ольсен                    | Эдуард Хренников      | Арто Лилья         | 15 км, 12 кп               |
| 2006 | Томас Лёфгрен                   | Эдуард Хренников      | Тобиас Ослунд      | 8.97 км, 18 кп             |
| 2008 | Андрей Груздев                  | Ondrej Vodrážka       | Эрик Рост          | 7.1 км, н.в. 200 м, 22 кп  |
| 2010 | Петер Арнессон Эдуард Хренников |                       | Андрей Григорьев   | 12.2 км, н.в. 375 м, 22 кп |
| 2011 | Эрик Рост                       | Стаффан Тунис         | Владимир Барчуков  |                            |
| 2012 | Эдуард Хренников                | Олли-Маркус Тайвайнен | Ханс-Йорген Клаве  | 9.37 км, 22 кп             |
| 2013 | Ханс-Йорген Клаве               | Стаффан Тунис         | Андрей Ламов       | фото                       |
| 2014 | Владимир Барчуков               | Андрей Ламов          | Ханс-Йорген Клаве  |                            |
| 2015 | Андрей Ламов                    | Андреас Холмберг      | Станимир Беломажев |                            |
| 2016 | Ларс-Хол Мохольдт               | Андрей Ламов          | Эрик Рост          |                            |
| 2017 | Ларс-Хол Мохольдт               | Кирилл Веселов        | Станимир Беломажев |                            |
| 2018 | Андрей Ламов                    | Эдуард Хренников      | Станимир Беломажев |                            |
| 2019 | Эрик Рост                       | Ларс Мохольдт         | Сергей Горланов    |                            |
| 2020 | Сергей Горланов                 | Владислав Киселёв     | Маркус Лундхольм   |                            |
| 2022 | Владислав Киселёв               | Андрей Ламов          | Линус Рапп         |                            |

### Женщины
| Год  | Золото                 | Серебро                           | Бронза             | Прим.                     |
| ---- | ---------------------- | --------------------------------- | ------------------ | ------------------------- |
| 2001 | Лена Хассельстрём      | Стине Ермстад                     | Хана Коссонен      |                           |
| 2003 | Татьяна Власова        | Барбора Худикова                  | Мари Лунд          | 9,5 км, 12 кп             |
| 2006 | Татьяна Власова        | Стине Ермстад Хиркевик            | Наталья Томилова   | 6.98 км, 12 кп            |
| 2008 | Татьяна Власова        | Ольга Шевченко                    | Наталья Томилова   | 6.2 км; н.в. 160 м, 18 кп |
| 2010 | Татьяна Власова        | Лийса Анттила                     | Реенаас Марте      | 9.6 км; н.в. 275 м, 16 кп |
| 2011 | Реенаас Марте          | Полина Мальчикова Татьяна Козлова |                    |                           |
| 2012 | Реенаас Марте          | Йозефина Энгстрём                 | Кайса Рикардссон   | 7.0 км, 15 кп             |
| 2013 | Юлия Тарасенко         | Анастасия Кравченко               | Мерви Песу         | фото                      |
| 2014 | Туве Александерссон    | Мира Каскинен                     | Соня Мёрски        |                           |
| 2015 | Мерви Песу             | Туве Александерссон               | Йозефина Энгстрём  |                           |
| 2016 | Мария Кечкина          | Туве Александерссон               | Татьяна Оборина    |                           |
| 2017 | Туве Александерссон    | Мария Кечкина                     | Алёна Трапезникова |                           |
| 2018 | Туве Александерссон    | Мария Кечкина                     | Линда Линдквист    |                           |
| 2019 | Анна Магдалена Ольссон | Салла Коскела                     | Мария Кечкина      |                           |
| 2020 | Татьяна Оборина        | Марина Вяткина                    | Дэйси Шнайдер      |                           |
| 2022 | Мария Кечкина          | Лиза Ларссен                      | Татьяна Оборина    |                           |

## Спринт

### Мужчины
| Год  | Золото             | Серебро               | Бронза                     | Прим.                    |
| ---- | ------------------ | --------------------- | -------------------------- | ------------------------ |
| 2001 | Виктор Корчагин    | Матти Кескинаркаус    | Бертил Нордквист           |                          |
| 2003 | Эдуард Хренников   | Бертил Нордквист      | Юкки Ланки                 | 9.5 км, 11 кп            |
| 2006 | Томас Лёфгрен      | Бенгт Леандерссон     | Сергей Осипов              | 3.25 км, 11 кп           |
| 2008 | Томас Лёфгрен      | Матти Кескинаркаус    | Петер Арнессон             | 3.3 км; н.в. 90 м, 17 кп |
| 2010 | Эдуард Хренников   | Андрей Ламов          | Эрик Рост Андрей Григорьев |                          |
| 2011 | Петер Арнессон     | Стаффан Тунис         | Олли-Маркус Тайвайнен      |                          |
| 2012 | Стаффан Тунис      | Станимир Беломажев    | Эдуард Хренников           | 3.15 км, 12 кп           |
| 2013 | Станимир Беломажев | Петер Арнессон        | Hans Jorgen Kvale          |                          |
| 2014 | Андрей Ламов       | Вилле-Петтери Саарела | Ульрих Нордберг            |                          |
| 2015 | Станимир Беломажев | Уаттердал Эйвинд      | Андрей Ламов               |                          |
| 2016 | Ларс-Хол Мохольдт  | Андрей Ламов          | Кристиан Шпёрри            |                          |
| 2017 | Андрей Ламов       | Юри Ууситало          | Сергей Горланов            |                          |
| 2018 | Эдуард Хренников   | Эрик Рост             | Гион Шнайдер               |                          |
| 2019 | Ларс Мохольдт      | Эрик Рост             | Йорген Мадслиен            |                          |
| 2020 | Сергей Горланов    | Владислав Киселёв     | Туомас Котро               |                          |
| 2022 | Владислав Киселёв  | Эдуард Хренников      | Сергей Горланов            |                          |

### Женщины
| Год  | Золото              | Серебро                       | Бронза                          | Прим.                    |
| ---- | ------------------- | ----------------------------- | ------------------------------- | ------------------------ |
| 2001 | Лена Хассельстрём   | Татьяна Власова               | Катя Райаниеми                  |                          |
| 2003 | Стине Гренхольм     | Наталья Томилова              | Татьяна Власова                 | 4 км, 9 кп               |
| 2006 | Татьяна Власова     | Стине Ермстад Хиркевик        | Ольга Шевченко Наталья Томилова | 2.97 км, 9 кп            |
| 2008 | Татьяна Власова     | Лийса Анттила Татьяна Козлова |                                 | 2.9 км; н.в. 80 м, 15 кп |
| 2010 | Татьяна Власова     | Йозефина Энгстрём             | Хелена Сёдерлунд                | 2.6 км; н.в. 65 м, 15 кп |
| 2011 | Татьяна Власова     | Полина Мальчикова             | Йозефина Энгстрём               |                          |
| 2012 | Йозефина Энгстрём   | Полина Мальчикова             | MoRSKY Sonja                    | 2.79 км, 12 кп           |
| 2013 | Татьяна Козлова     | Мерви Песу                    | Туве Александерссон             |                          |
| 2014 | Хана Ханчикова      | Туве Александерссон           | Аудхильд Рогнстад               |                          |
| 2015 | Юлия Тарасенко      | Мерви Песу                    | Магдалена Ольссон               |                          |
| 2016 | Туве Александерссон | Алёна Трапезникова            | Мария Кечкина                   |                          |
| 2017 | Туве Александерссон | Мирка Суутари                 | Магдалена Ольссон               |                          |
| 2018 | Туве Александерссон | Магдалена Ольссон             | Салла Коскела                   |                          |
| 2019 | Алёна Трапезникова  | Анна Магдалена Ольссон        | Туве Александерссон             |                          |
| 2020 | Алёна Трапезникова  | Татьяна Оборина               | Марина Вяткина                  |                          |
| 2022 | Марина Вяткина      | Олеся Рязанова                | Татьяна Оборина                 |                          |

## Эстафета
|  |                                             |  |                                               |  |
|  | Женщины: 1. Швеция, 2. Россия, 3. Финляндия |  | Мужчины: 1. Швеция, 2. Норвегия, 3. Финляндия |  |

### Мужчины
| Год  | Золото                                                                  | Серебро                                                             | Бронза                                                              | Прим. |
| ---- | ----------------------------------------------------------------------- | ------------------------------------------------------------------- | ------------------------------------------------------------------- | --- |
| 2001 | Финляндия                                                               | Норвегия                                                            | Швеция                                                              | |
| 2003 | Норвегия · Ойстейн Остербё · Эйвинд Тонна · Томми Ольсен                | Россия · Николай Бондарь · Василий Глухарёв · Эдуард Хренников      | Россия · Сергей Осипов · Руслан Грицан · Егор Сорокин               | 10 км, 13 кп |
| 2006 | Швеция · Петер Арнессон · Тобиас Ослунд · Томас Лёфгрен                 | Финляндия · Arto Lilja · Teemu Kongas · Стаффан Туннис              | Россия · Кирилл Веселов · Вадим Толстопятов · Андрей Груздев        | 7.76 км, 15 кп                                                                                                   |
| 2008 | Швеция · Петер Арнессон · Эрик Рост · Томас Лёфгрен                     | Финляндия · Teemu Köngas · Матти Кескинаркаус · Стаффан Туннис      | Норвегия · Эйстейн Кволь Эстербё · Øyvind Watterdal · Eivind Tonna  | |
| 2010 | Швеция · Юхан Гранат · Эрик Рост · Петер Арнессон                       | Норвегия · Eivind Tonna · Hans Jorgen Kvale · Lars Moholdt          | Финляндия · Teemu Kongas · Олли-Маркус Тайвайнен · Стаффан Туннис   | Вторая российская команда заняла 4 место. Первая команда была снята — на последнем этапе Э.Хренников получил mp. |
| 2011 | Россия 2 · Владимир Барчуков · Кирилл Веселов · Эдуард Хренников        | Финляндия · Janne Häkkinen · Олли-Маркус Тайвайнен · Стаффан Туннис | Швеция · Юхан Гранат · Петер Арнессон · Эрик Рост                   | Золото взяла вторая команда России, первая команда заняла 5 место                                                |
| 2012 | Финляндия · Матти Кескинаркаус · Стаффан Туннис · Олли-Маркус Тайвайнен | Норвегия · Ове Сётра · Ларс-Ноль Мохольдт · Ханс-Йорген Клаве       | Швеция · Joel Sjölander · Martin Hammerberg · Эрик Рост             | Команды России-1 и Россия-2 заняли 5 и 6 места соответственно. Команда Финляндия-2 показала третье время.        |
| 2013 | Норвегия · Ове Сётра · Ларс-Ноль Мохольдт · Ханс-Йорген Клаве           | Россия · Владимир Барчуков · Кирилл Веселов · Андрей Ламов          | Финляндия · Янни Хяккинен · Вилле-Петтрери Саарела · Стаффан Туннис | |
| 2014 | Норвегия · Ойвинг Ваттердаль · Ханс-Йорген Кляве · Ларс-Хол Мохольдт    | Россия · Владимир Барчуков · Эдуард Хренников · Андрей Ламов        | Финляндия · Янне Хаккинен · Стаффан Тунис · Вилле-Петтери Саарела   | |
| 2015 | Норвегия · Ойвинг Ваттердаль · Ларс-Хол Мохольдт · Ханс-Йорген Кляве    | Россия · Владимир Барчуков · Эдуард Хренников · Андрей Ламов        | Швеция · Маркус Луднхольм · Мартин Хаммарберг · Ульрих Норберг      | |
| 2016 | Швеция · Маркус Лундхольм · Ульрих Норберг · Эрик Рост                  | Россия · Андрей Григорьев · Эдуард Хренников · Андрей Ламов         | Норвегия · Йорген Мадслиен · Ойвинг Ваттердаль · Ларс-Хол Мохольдт  | |
| 2017 | Швеция · Мартин Хаммарберг · Ульрих Норберг · Эрик Рост                 | Россия · Владимир Барчуков · Эдуард Хренников · Сергей Горланов     | Финляндия · Теро Линаинмаа · Юри Ууситало · Вилле Петтери Саарела   | |
| 2018 | Норвегия · Йорген Мадслиен · Эйвинд Ваттердаль · Ларс Мохольдт          | Россия · Владислав Киселёв · Эдуард Хренников · Андрей Ламов        | Финляндия · Туомас Котро · Миса Туомала · Теро Линаинмаа            | |
| 2019 | Норвегия · Йорген Баклид · Йорген Мадслиен · Ларс Мохольдт              | Россия · Владислав Киселёв · Эдуард Хренников · Сергей Горланов     | Швеция · Маркус Лундхольм · Эрик Бломгрен · Эрик Рост               | |
| 2020 | Россия · Владислав Киселёв · Сергей Горланов · Андрей Ламов             | Россия · Александр Павленко · Эдуард Хренников · Степан Малиновский | Финляндия · Петтери Саарела Вилле · Теро Линнаинмаа · Туомас Котро  | |

### Женщины
| Год  | Золото                                                                  | Серебро                                                                              | Бронза                                                                                  | Прим. |
| ---- | ----------------------------------------------------------------------- | ------------------------------------------------------------------------------------ | --------------------------------------------------------------------------------------- | --- |
| 2001 | Россия · Ирина Онищенко · Наталья Томилова · Татьяна Власова            | Финляндия                                                                            | Швеция                                                                                  | |
| 2003 | Россия · Ирина Онищенко · Наталья Томилова · Татьяна Власова            | Швеция · Ида Викстём-Хольмгрен · Мария Лунд · Стина Гренхольм                        | Финляндия · Эрья Йокинен · Кирси Ванхалакка · Салла Лехто                               | 5.5 км, 14 кп |
| 2006 | Россия · Ольга Шевченко · Наталья Томилова · Татьяна Власова            | Финляндия · Hanna-Maija Mäkelä · Kirsi Vanhalakssa · Катья Раяниеми                  | Швеция · Стина Гренхольм · Эрика Юханссон · Мария Лунд                                  | 6.3 км, 14 кп |
| 2008 | Финляндия · Hannele Valkonen · Mervi Pesu · Лийса Анттила               | Россия · Ольга Шевченко · Наталья Томилова · Татьяна Власова                         | Швеция · Оса Зеттерберг-Эрикссон · Йозефина Энгстрём · Хелена Сёдерлунд                 | |
| 2010 | Швеция · Оса Зеттерберг-Эрикссон · Йозефина Энгстрём · Хелена Сёдерлунд | Россия · Анастасия Кравченко · Татьяна Власова · Наталья Томилова                    | Финляндия · Laura Kempas · Marttiina Joensuu · Лийса Анттила                            | |
| 2011 | Россия 2 · Анастасия Кравченко · Мария Кечкина · Алёна Трапезникова     | Швеция · Кайса Рикардссон · Йозефина Энгстрём · Хелена Сёдерлунд                     | Норвегия · Marianne Mellbye Larsen · Стине Ульсен Хиркевик · Реенаас Марте              | Золото взяла вторая команда России, первая команда заняла 5 место                                                  |
| 2012 | Россия · Татьяна Козлова · Наталья Томилова · Полина Мальчикова         | Норвегия · Christina Løvald Hellberg · Audhild Bakken Rognstad · Andrine Benjaminsen | Швеция · Магдалена Ульссон · Кайса Рикардссон · Йозефина Энгстрём                       | Вторая команда России пришла второй, но по регламенту соревнований в зачет идет только лучший результат от страны. |
| 2013 | Россия · Анастасия Кравченко · Полина Мальчикова · Татьяна Козлова      | Швеция · Магдалена Ульссон · Туве Александерссон · Йозефина Энгстрём                 | Норвегия · Христина Ловальд Хелльберг · Марен Янссон-Хавестад · Аудхильд Бакке Рогнстад | |
| 2014 | Финляндия · Мира Каскинен · Соня Мёрски · Мерви Песу                    | Россия · Анастасия Кравченко · Юлия Тарасенко · Татьяна Рвачёва                      | Норвегия · Христина Хелльберг · Анна Ульвенсон · Аудхильд Рогнстад                      | |
| 2015 | Швеция · Магдалена Ульссон · Туве Александерссон · Йозефина Энгстрём    | Финляндия · Милька Репонен · Мира Каскинен · Мерви Песу                              | Россия · Татьяна Козлова · Мария Кечкина · Полина Фролова                               | |
| 2016 | Швеция · Эвелина Викборн · Магдалена Ульссон · Туве Александерссон      | Россия · Ксения Третьякова · Полина Фролова · Юлия Тарасенко                         | Норвегия · Марта Ульвенсон · Анна Ульвенсон · Андрине Беньяминсен                       | |
| 2017 | Россия · Алёна Трапезникова · Полина Фролова · Мария Кечкина            | Финляндия · Мирка Суутари · Марьют Турунен · Салла Костела                           | Швеция · Фрида Сандберг · Магдалена Ульссон · Туве Александерссон                       | |
| 2018 | не проводилась                                                          |                                                                                      |                                                                                         | |
| 2019 | Россия · Алёна Трапезникова · Татьяна Оборина · Мария Кечкина           | Швеция · Ханна Эрикссон · Магдалена Ульссон · Туве Александерссон                    | Финляндия · Марьют Турунен · Милка Репонен · Салла Костела                              | |
| 2020 | Швеция · Линда Линдквист · Исабель Сален · Магдалена Ульссон            | Россия · Екатерина Степанова · Олеся Рязанова · Марина Вяткина                       | Россия · Татьяна Оборина · Ксения Терехова · Алёна Трапезникова                         | |

## Смешанная спринтерская эстафета
Смешанная спринтерская эстафета (Mixed sprint relay) включена в программу европейского первенства с 2012 года. Каждая команда состоит из двух человек (один мужчина и одна женщина). Допускаются также команды только из двух женщин.
| Год  | Золото                                        | Серебро                                                   | Бронза                                                    | Прим. |
| ---- | --------------------------------------------- | --------------------------------------------------------- | --------------------------------------------------------- | ----- |
| 2012 | Россия · Андрей Григорьев · Полина Мальчикова | Швеция · Петер Арнессон · Туве Александерссон             | Болгария · Станимир Беломажев · Антония Григорова-Бугрова |       |
| 2013 | Россия · Анастасия Кравченко · Кирилл Веселов | Швеция · Йозефина Энгстрём · Петер Арнессон               | Норвегия · Аудхильд Баккен Рогнстад · Ханс-Йорген Клаве   |       |
| 2014 | Россия · Владимир Барчуков · Юлия Тарасенко   | Болгария · Станимир Беломажев · Антония Григорова-Бугрова | Швеция · Эрик Рост · Туве Александерссон                  |       |
| 2015 | Швеция · Эрик Рост · Йозефина Энгстрём        | Швеция · Туве Александерссон · Андреас Холмберг           | Болгария · Антония Григорова-Бургова · Станимир Беломажев |       |
| 2016 | Россия · Алёна Трапезникова · Андрей Ламов    | Россия · Мария Кечкина · Эдуард Хренников                 | Швеция · Туве Александерссон · Ульрих Нордберг            |       |
| 2017 | Россия · Полина Фролова · Андрей Ламов        | Швеция · Фрида Сандберг · Ульрих Нордберг                 | Россия · Мария Кечкина · Сергей Горланов                  |       |
| 2018 | Швеция · Туве Александерссон · Эрик Рост      | Финляндия · Марьют Турунен · Туомас Котро                 | Россия · Анастасия Кравченко · Сергей Горланов            |       |
| 2019 | Россия · Алёна Трапезникова · Сергей Горланов | Швеция · Туве Александерссон · Эрик Рост                  | Швеция · Магдалена Ольссон · Эрик Бломгрен                |       |
| 2020 | Россия · Алёна Трапезникова · Сергей Горланов | Швеция · Магдалена Ольссон · Маркус Лундхольм             | Швеция · Изабель Сален · Эрик Рост                        |       |